# Калайокі
Калайокі (фін. Kalajoki)  — місто в Фінляндії, у провінції Північна Пог'янмаа.

## Географічне розташування
Місто розташоване на узбережжі Ботнічної затоки. Є порт. За 20 км від узбережжя 2 острови: Маакалла та Улкокалла.

## Населення
Кількість населення 12 589 (2014 р.) Площа  — 2,391.31 км², 1,469.15 км²  — водяного дзеркала. Щільність населення становить 13,65 чоловік на км².

## Історія
- Перша згадка про місто датована 1525 р.

## Персоналії
- Юссі Йокінен  — фінський хокеїст.